# West Competition
West Competition (znany również jako MySap.com) – były brytyjski zespół wyścigowy, założony w 1998 roku przez zespół Formuły 1 - McLaren jako element programu poszukiwania młodych kierowców. Szefem zespołu został były inżynier ekipy Williams F1 - David Brown. Ekipa startowała w latach 1998-2000 w Mistrzostwach Międzynarodowej Formuły 3000.
Na starty w sezonie 1998 brytyjska ekipa zatrudniła Nicolasa Minassiana oraz Nicka Heidfelda. Heidfeld w ciągu dwunastu wyścigów trzykrotnie zwyciężał. Do końca walczył o tytuł mistrzowski. Ostatecznie jednak uplasował się na drugiej pozycji w klasyfikacji generalnej. Zaś Francuz był trzynasty. Sezon 1999 należał już do kierowcy zespołu - Nicka Heidfelda. Stawał on siedmiokrotnie na podium, w tym czterokrotnie na jego najwyższym stopniu. Zupełnie inaczej spisał się Mario Haberfeld, który ukończył sezon z zerowym dorobkiem punktowym. W ostatnim sezonie startów najlepiej spisał się Czech Tomáš Enge, który wygrał na Hockenheimringu. Uzbierane 15 punktów dało mu szóste miejsce w końcowej klasyfikacji kierowców. Poza tym Tomas Scheckter był trzynasty, a Stéphane Sarrazin - 22. Zespół został sklasyfikowany na trzecim miejscu.